# 光波妨害技術
光波妨害技術（こうはぼうがいぎじゅつ、Photonic countermeasure technologies）とは軍事技術の1分野であり、光波の波長領域である赤外線または紫外線の波長領域にある光線を受動的に遮蔽や減衰し、能動的に欺瞞の光線信号を発したりすることで敵兵器の機能を阻害するための技術である。

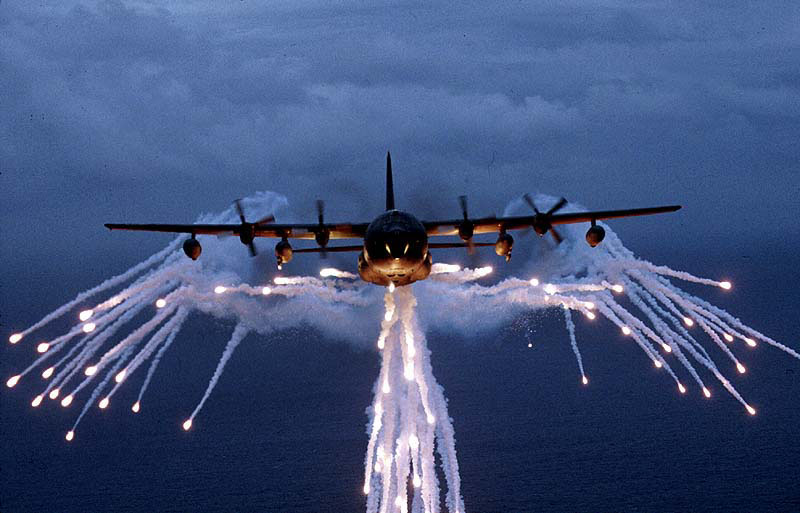
米空軍のロッキード MC-130のフレア放出

## 概要
光波妨害技術とは敵による赤外線波長領域（0.8 - 14µm）または紫外線波長領域（0.3-0.4µm）の利用状況を検知、分析した上で減殺、逆用、またそれら妨害のための活動と味方の波長領域の利用を確保するための技術である。近年においては赤外線及び紫外線の領域が軍事活動上、非常に重要になってきており、この分野の研究が大幅に進められている。
電波領域においては、従来から妨害電波やチャフといった単純なものから、ECMやECCMといった高度なものまで存在するように、光波領域でも、従来からフレアのように単純なものから、レーザー照射を行なうものまで登場している。
光波妨害技術は具体的には波長に違いによって以下の2つの技術に分けられる。
- 赤外線（波長領域）妨害技術　IRCM （英：Infra-Red Counter Measure）
- 紫外線（波長領域）妨害技術　UVCM （英：Ultra-Violet Counter Measure）

## 赤外線妨害技術
赤外線は大気内で特有の伝播特性を持ち、0.4-2.5μm、3.0-5.0μm、8.0-14.0μmの波長帯は「大気の窓」と呼ばれ減衰が少なくなる。このため、兵器のセンサ用波長にはこれら3つの赤外線波長帯から、必要に応じて選ばれ使用される。
敵の赤外線センサは、目標とする対象物に応じて赤外線波長がおおむね2つの領域に分かれている。これは兵器によって温度が異なり、周囲に放つ赤外線はその温度に応じて最大波長が変わる「ウィーンの変位則」による。
{\displaystyle \lambda _{max}\cdot T=2.898\times 10^{-3}m\cdot T}
温度{\displaystyle T}(K)、最も強い電磁波の波長{\displaystyle \lambda _{max}}
500℃程度と温度が高いジェット戦闘機の排気熱を追尾する対空ミサイルでは3-5μm帯が使用され、30度程度の戦車や艦艇を攻撃する対戦車ミサイルや対艦ミサイルでは8-12μm帯が使用される。妨害する側はこういったそれぞれの兵器が持つセンサの特性を考慮して、妨害技術が選ばれる。

## 能動的光波妨害
指向性エネルギー兵器の一種であるAN/ALQ-144や汎用赤外線妨害計画の一環として指向性赤外線妨害装置や民間航空機用では民間航空機ミサイル保護システムのフライト・ガードやノースロップ・グラマン・ガーディアンのような赤外線誘導ミサイルの追尾装置を無力化する装置が開発されている。

## 歴史

### 初期段階
第二次世界大戦後、赤外線誘導ミサイルが発達すると共に、それらへの対抗手段が検討されるようになっていった。当初は太陽に向かって逃げるなど、極めて原始的な手段しかなかったが、高温の火の玉を射出して欺瞞するフレアが開発されると、それらが一般的な対抗手段として普及していった。

### 発展段階
1980年代以降、赤外線画像技術が発展し、フォークランド紛争や湾岸戦争など近年の戦争では大きな影響を与え始めた。ミサイルの分野で言えば、赤外線シーカーの性能が向上し、太陽やフレアでは簡単にだまされなくなってきた。
そのため、敵ミサイルのシーカー部に直接高出力のアークライトまたはレーザーを照射することによりミサイルを逸らせようと試みるようになっていった。米空軍ではF-15戦闘機に装備されるなどしている。（ミサイル警報装置の「AAQ-24 ネメシス」を参照）

### 現状
湾岸戦争以降、赤外線技術がより広く普及するようになった反面、対抗手段も普及することとなってしまった。よってそれらに優位に立つため、近年では紫外線を利用した半導体センサー技術や画像認識技術の研究が進められている。
紫外線は赤外線に比べて波長が短いため、大気による減衰で長距離は伝播せず、赤外線に比べて光学センサーの分解能が上げやすく鮮明な画像が得られる、同様の波長を放つ自然現象が太陽の他にほとんど無い、などの特徴がある。